# Rock and Roll Ain’t Noise Pollution
Rock and Roll Ain’t Noise Pollution ist ein Hard-Rock-Song der australischen Band AC/DC und die vierte und letzte Single aus dem Album Back in Black.

## Entstehung und Inhalt
Der Song wurde von Angus Young, Malcolm Young und Brian Johnson geschrieben und von Robert „Mutt“ Lange produziert. Die Aufnahmen fanden im April und Mai 1980 statt. Es handelt sich um einen Hard-Rock-Song, der auf einem Blues-Rock-Riff basiert. Im Songtext weist der Protagonist die These zurück, dass Rock ’n’ Roll Lärmbelästigung sei. Vielmehr sei Rock ’n’ Roll schlicht Rock ’n’ Roll.
Gegen Ende der Aufnahmesessions brauchte die Gruppe noch einen zehnten Titel für das Album. Angus und Malcolm Young schrieben das Lied in ungefähr 15 Minuten. Brian Johnson erinnerte sich: „Ich werde den Aufnahmebeginn nie vergessen. Ich ging in die Aufnahmekabine, das Intro began und ich hörte: ‚Brian, hier ist Mutt. Könntest du etwas dadrüber sprechen?‘“ „Er begann, den Songtext laut zu wiederholen, den Kopf leicht nach hinten geneigt: ‚All you middle men throw away your fancy clothes...‘ Aus irgendeinem Grund waren zu der Zeit die ‚middle men‘ in den Nachrichten, die Top-Leute haben nicht die Schuld bekommen und die Arbeiterschaft auch nicht, es waren die ‚mittleren Männer‘, die diese Grauzone darstellten. Ich habe das wohl aufgegriffen, und daher kam der Text also.“ Während des Intros zündete sich Johnson zudem eine Zigarette an und zog daran, was auf der Aufnahme zu hören ist.
Malcolm Young erklärte zum Ursprung des Liedes:

„Wir waren zu der Zeit in London und es gab all diese Probleme mit dem alten Marquee Club, weil er sich in einem bebauten Gebiet befand und in den Nachrichten die ganze Sache über Lärmbelästigung stand, dieses Umwelt- und Gesundheitsding, dass man seine Stereoanlage nach elf Uhr nachts nicht laut stellen dürfe, alles kam daher.“

## Veröffentlichung und Rezeption
Rock and Roll Ain’t Noise Pollution wurde am 27. Januar 1981 als vierte und letzte Single aus dem Album Back in Black ausgekoppelt, auf dem es am 25. Juli 1980 erstmals erschienen war. Die Single erreichte unter anderem in den britischen Charts in acht Chartwochen mit Rang 15 ihre höchste Notierung. Sie wurde zum neunten Charthit für AC/DC in den britischen Charts.
Es wurde kein Musikvideo gedreht, dennoch wurde das Stück von der Band offiziell auf YouTube veröffentlicht. Auch existieren diverse Liveaufnahmen.

## Auszeichnungen für Musikverkäufe
| Land/Region | Auszeichnungen für Musikverkäufe (Land/Region, Auszeichnung, Verkäufe) | Verkäufe |
| ----------- | ---------------------------------------------------------------------- | -------- |
| Kanada (MC) | Platin                                                                 | 80.000   |
| Insgesamt   | 1× Platin ·                                                            | 80.000   |

Hauptartikel: AC/DC/Auszeichnungen für Musikverkäufe